# Telefon, telefon
«Telefon, Telefon» —en español: «Teléfono, teléfono»— es una canción compuesta por Friedrich Meyer e interpretada en alemán por Margot Hielscher. Participó en el Festival de la Canción de Eurovisión en 1957, representando a Alemania, en ese entonces Alemania Occidental.

## Festival de la Canción de Eurovisión 1957
Esta canción fue elegida como representación alemana en el Festival de Eurovisión 1957 mediante una final nacional. La orquesta fue dirigida por Willy Berking.
La canción fue interpretada séptima en la noche del 3 de marzo de 1957, precedida por Países Bajos con Corry Brokken interpretando «Net als toen» y seguida por Francia con Paule Desjardins interpretando «La belle amour». Finalmente, recibió 8 puntos, quedando en cuarto lugar de un total de 10.
Fue sucedida como representación alemana en el Festival de 1958 por ella misma, esta vez con «Für zwei Groschen Musik».

## Letra
La canción es una balada en la que Hielscher aparece cantándole a un teléfono y diciéndole que disfruta recibir noticias (de la letra se entiende que estas noticias son de un amante) mediante ese medio. En el curso de la canción, ella contesta el teléfono y responde en inglés, francés, italiano y español. En esta sección de la letra comenzaron lo que es generalmente considerado como «interpretaciones fingidas» en la historia del Festival de Eurovisión, donde Hielscher levanta un teléfono real durante su interpretación.
Al final de la canción, vuelve a coger el teléfono y explica (por teléfono) que no puede hablar más porque su canción (que era, de hecho, esta canción) estaba acabando.